# Port lotniczy Oskarshamn
Port lotniczy Oskarshamn (IATA: OSK, ICAO: ESMO) – regionalny port lotniczy położony w Oskarshamn, w Szwecji.